# Казаки (Липецька область)
Казаки (рос. Казаки) — село у Єлецькому районі Липецької області Російської Федерації.
Населення становить 3395  осіб. Належить до муніципального утворення Казацька сільрада.

## Історія
З 13 червня 1934 до 26 вересня 1937 року у складі Воронезької області, у 1937-1954 роках — Орловської області. Відтак входить до складу Липецької області.
Згідно із законом від 2 липня 2004 року №114-оз органом місцевого самоврядування є Казацька сільрада.

## Населення
| 2002 | 2008  | 2010  |
| ---- | ----- | ----- |
| 3256 | ↗3280 | ↗3395 |